# StadtBlatt
Das StadtBlatt war eine Bielefelder Wochenzeitung, die von 1977 bis 2001 erschien. Als selbstverwaltetes Projekt gegründet verstand sich die Zeitung als Alternative zu den in Bielefeld etablierten Tageszeitungen Neue Westfälische und Westfalenblatt.

## Geschichte
Das StadtBlatt erschien erstmals 1977 mit einer Auflage von 1.000 Exemplaren. Die Redaktion bestand aus ehrenamtlichen Mitarbeiterinnen und Mitarbeitern, die die Erstellung der Zeitung basisdemokratisch organisierten und sich an allen Arbeitsschritten vom Text über das Layout bis zum Verkauf beteiligten. Es gab keine Chefredaktion oder Verleger. Die Themen der Zeitung seien nicht „die großen Rathausempfänge und glatten Sonntagsreden, sondern die Alltagsprobleme der Menschen an ihrem Arbeitsplatz und in ihrem Stadtteil“, stand auf einem der ersten Werbeplakate.
Nach internen Streitigkeiten kam in der Redaktion der Wunsch nach einer Professionalisierung auf, eine GmbH und eine feste Redaktion mit angestellten Journalisten wurden gegründet. Inhaltlich befasste sich das StadtBlatt mit lokalpolitischen Themen und dem studentischen und kulturellen Leben in der Stadt aus links-alternativer Perspektive. Man sei „nah am Puls von Studenten, Hausbesetzern, Friedens- und Antiatomkraftbewegeung“ gewesen schrieb die frühere StadtBlatt-Redakteurin Silvia Bose in einer Rückschau. Neben den Artikeln über Politik und Kultur waren die Kleinanzeigen und der umfangreiche Veranstaltungskalender beliebt beim Publikum. Im StadtBlatt wurde auch regelmäßig humoristisch über die Wilde Liga, die seit 1976 bestehende Bielefelder Liga für Alternativfußball berichtet.
2001 hatte das StadtBlatt rund 7.000 Käufer pro Woche. Nach finanziellen Problemen wegen eines einbrechenden Anzeigenmarkts meldete die Stadtblatt-Medien-Beteiligungs-GmbH Insolvenz an. Ein Versuch der Redaktion, die Zeitung zu übernehmen und zu retten, scheiterte. Ende des Jahres 2001 stellte die Zeitung ihr Erscheinen ein.